# Numer 71
Numer 71 (jap. 第71号艦 Dai-nana-jū-ichi-gō-kan; okręt Numer 71) – japoński doświadczalny, szybki okręt podwodny. Przez krótki czas była to najszybsza podwodna jednostka na świecie. Pomimo że nie znalazła zastosowania bojowego, doświadczenia zdobyte podczas testów tego okrętu zostały użyte przy projektowaniu innych jednostek.

## Historia
W wyniku ustaleń traktatu waszyngtońskiego Japończycy zostali zobligowani do zmiany dotychczasowego zbrojenia w ramach programu Flota 8-8. Przyjęty z tego powodu w 1923 roku Nowy Program Zastępczy poza 30 zwykłymi okrętami zakładał wybudowanie doświadczalnego, szybkiego okrętu podwodnego.
Do 1929 roku nie przeprowadzono żadnych testów doświadczalnych, ograniczając się do ogólnych teoretycznych założeń konstrukcyjnych. Próby modeli w basenie doświadczalnym przeprowadzone w kwietniu 1929 wykazały, że poza silnikami elektrycznymi o wysokiej mocy konieczny jest opływowy kształt okrętu – co oznaczało mniejszy kiosk oraz brak artylerii pokładowej.

## Budowa
Budowę okrętu doświadczalnego rozpoczęto w grudniu 1937 roku w ramach Trzeciego Programu Uzupełnień Floty. Okręt budowano w tajemnicy, także użyta nazwa miała zmylić wywiady innych państw.
Kadłub ciśnieniowy otoczony był przez kadłub lekki tylko w górnej przedniej części okrętu i został podzielony na trzy przedziały. W znajdującej się z tyłu maszynowni znajdował się silnik elektryczny, będący przerobioną wersją silnika 1400 KM obecnego na okrętach typu J3. Zapewniał on prędkość podwodną wynoszącą 21 węzłów (początkowo zakładano nawet 25). Zastosowano baterie kwasowo-ołowiowe identyczne jak w innych okrętach podwodnych. Zapas paliwa wynosił 30 ton. Silnik poprzez wał napędowy wprawiał w ruch pojedynczą śrubę.
Numer 71 wyposażono w 3 wyrzutnie przystosowane do odpalania torped parogazowych typu 97. Autonomiczność okrętu miała wynosić 10 dni.

## Testy
Od września 1938 do marca 1940 roku okręt testowany był na Morzu Japońskim. Uznano wówczas, że pomimo osiąganych wyników – po wymianie śrub oraz drobnych zmian w obrębie rufy prędkość maksymalna wynosiła 21,25 węzła – niska pojemność akumulatorów czyni okręt nieprzydatnym bojowo. Baterie przy maksymalnej prędkości rozładowywały się już po 5 milach (15 minutach).
Ze względu na brak możliwości wprowadzenia okrętu do działań bojowych okręt został zezłomowany. Nie zdecydowano się również na finansowanie dalszych prototypowych szybkich jednostek podwodnych. Dopiero w połowie 1943 roku, zakładając wzrost znaczenia floty podwodnej w wojnie na Pacyfiku oraz analizując doświadczenia niemieckich sojuszników, zdecydowano się na budowę szybkich okrętów podwodnych. Podczas projektowania okrętów typu ST oraz STS wykorzystane zostały doświadczenia zdobyte podczas testów jednostki Numer 71.